# Urszula Radwańska
Urszula Radwańska (Ahaus, Alemanya, 7 de desembre de 1990) és una tennista polonesa, germana petita de la també tennista Agnieszka Radwańska.
Les germanes Radwańska guanyaren juntes el títol de dobles a Istanbul en 2007, l'únic títol del circuit WTA que té en el seu palmarès, mentre que individualment va arribar a disputar dues finals. Va arribar al 29è lloc del rànquing individual i al 74è en dobles femenins.
Com tennista junior, ha guanyat el Campionat de Wimbledon en 2007, culminant eixa temporada com a núm. 1 del món, i en la modalitat de dobles femenins també va guanyar tres títols. En el torneig de Wimbledon de 2008, Urszula feu el seu debut en un torneig del Grand Slam en categoria individual, perdent en segona ronda davant la dues vegades campiona del torneig, l'estatunidenca Serena Williams, per 6-4 i 6-4.
A banda de la seva carrera tennística, Radwańska també és empresària i va fundar la seva marca de bosses de mà luxoses.

## Palmarès

### Individual: 2 (0−2)
| Llegenda                                  |
| ----------------------------------------- |
| Grand Slam (0−0)                          |
| WTA Tour Championships / WTA Finals (0−0) |
| Premier Mandatory (0−0)                   |
| Premier 5 (0−0)                           |
| Premier (0−0)                             |
| International (0−2)                       |

| Títols per superfície |
| --------------------- |
| Dura (0−1)            |
| Gespa (0−1)           |
| Terra batuda (0−0)    |

| Resultat  | Núm. | Data               | Torneig                         | Superfície | Oponent        | Resultat |
| --------- | ---- | ------------------ | ------------------------------- | ---------- | -------------- | -------- |
| Finalista | 1.   | 23 de juny de 2012 | 's-Hertogenbosch, Països Baixos | Gespa      | Nàdia Petrova  | 4−6, 3−6 |
| Finalista | 2.   | 26 de maig de 2007 | Istanbul, Turquia               | Dura       | Lesia Tsurenko | 5−7, 1−6 |

### Dobles femenins: 1 (1−0)
| Llegenda                     |
| ---------------------------- |
| Grand Slam (0−0)             |
| WTA Tour Championships (0−0) |
| Tier I (0−0)                 |
| Tier II (0−0)                |
| Tier III (1−0)               |
| Tier IV (0−0)                |
| Tier V (0−0)                 |

| Títols per superfície |
| --------------------- |
| Dura (0−0)            |
| Gespa (0−0)           |
| Terra batuda (1−0)    |

| Resultat   | Núm. | Data               | Torneig           | Superfície   | Parella             | Oponents                  | Resultat |
| ---------- | ---- | ------------------ | ----------------- | ------------ | ------------------- | ------------------------- | -------- |
| Guanyadora | 1.   | 26 de maig de 2007 | Istanbul, Turquia | Terra batuda | Agnieszka Radwańska | Yung-Jan Chan Sania Mirza | 6−1, 6−3 |

## Trajectòria

### Individual
| Open d'Austràlia | A   | A   | A   | A           | 1R          | A           | 2R    | 1R          | A           | 1R          | 1R  |  | Q1  | A   | Q1  | 0 / 5    | 1 – 5    |
| Roland Garros | A   | A   | A   | 1R          | A           | Q1          | 2R    | 2R          | 1R          | Q1          | A   |  | A   | Q1  | A   | 0 / 4    | 2 – 4    |
| Wimbledon | A   | A   | 2R  | 1R          | A           | Q1          | 1R    | 2R          | 1R          | 2R          | Q2  |  | NC  | Q3  | A   | 0 / 6    | 4 – 6    |
| US Open | A   | A   | A   | 1R          | 2R          | 1R          | 1R    | 2R          | Q2          | 1R          | Q1  |  | A   | Q2  | A   | 0 / 6    | 2 – 6    |
| Jocs Olímpics | NC  | NC  | A   | No celebrat | No celebrat | No celebrat | 2R    | No celebrat | No celebrat | No celebrat | A   |  | NC  | A   | NC  | 0 / 1    | 1 – 1    |
| Victòries–Derrotes | 2−3 | 3−3 | 3−6 | 15−22       | 1−3         | 10−11       | 26−25 | 21−13       | 3−14        | 13−17       | 2−5 |  | 0−0 | 0−5 | 0−0 | 99 – 137 | 99 – 137 |
| Rànquing a final d'any | 310 | 288 | 127 | 66          | 191         | 109         | 31    | 42          | 180         | 95          | 260 |  | 286 | 210 | 420 |          |          |
| Llegenda: G: Guanyadora; F: Finalista; SF: Semifinalista; QF: Quarts de final; Q: Qualificació; A: Absent; RR: Round Robin; |     |     |     |             |             |             |       |             |             |             |     |  |     |     |     |          |          |

### Dobles femenins
| Open d'Austràlia | A  | 2R          | 1R          | A           | 2R | 0 / 3 | 2 – 3 |
| Roland Garros | 1R | QF          | A           | A           | 1R | 0 / 3 | 3 – 3 |
| Wimbledon | A  | 1R          | A           | 2R          | 3R | 0 / 3 | 3 – 3 |
| US Open | 1R | 1R          | 1R          | A           | A  | 0 / 3 | 0 – 3 |
| Jocs Olímpics | A  | No celebrat | No celebrat | No celebrat | 2R | 0 / 1 | 1 – 1 |
| Llegenda: G: Guanyadora; F: Finalista; SF: Semifinalista; QF: Quarts de final; Q: Qualificació; A: Absent; RR: Round Robin; |    |             |             |             |    |       |       |